# 刺花椒
刺花椒（学名：Zanthoxylum acanthopodium），为芸香科花椒属下的一種植物，原產於中國南部和東南亞地區。它的籽可用來做調味料。